# Szent László hermája

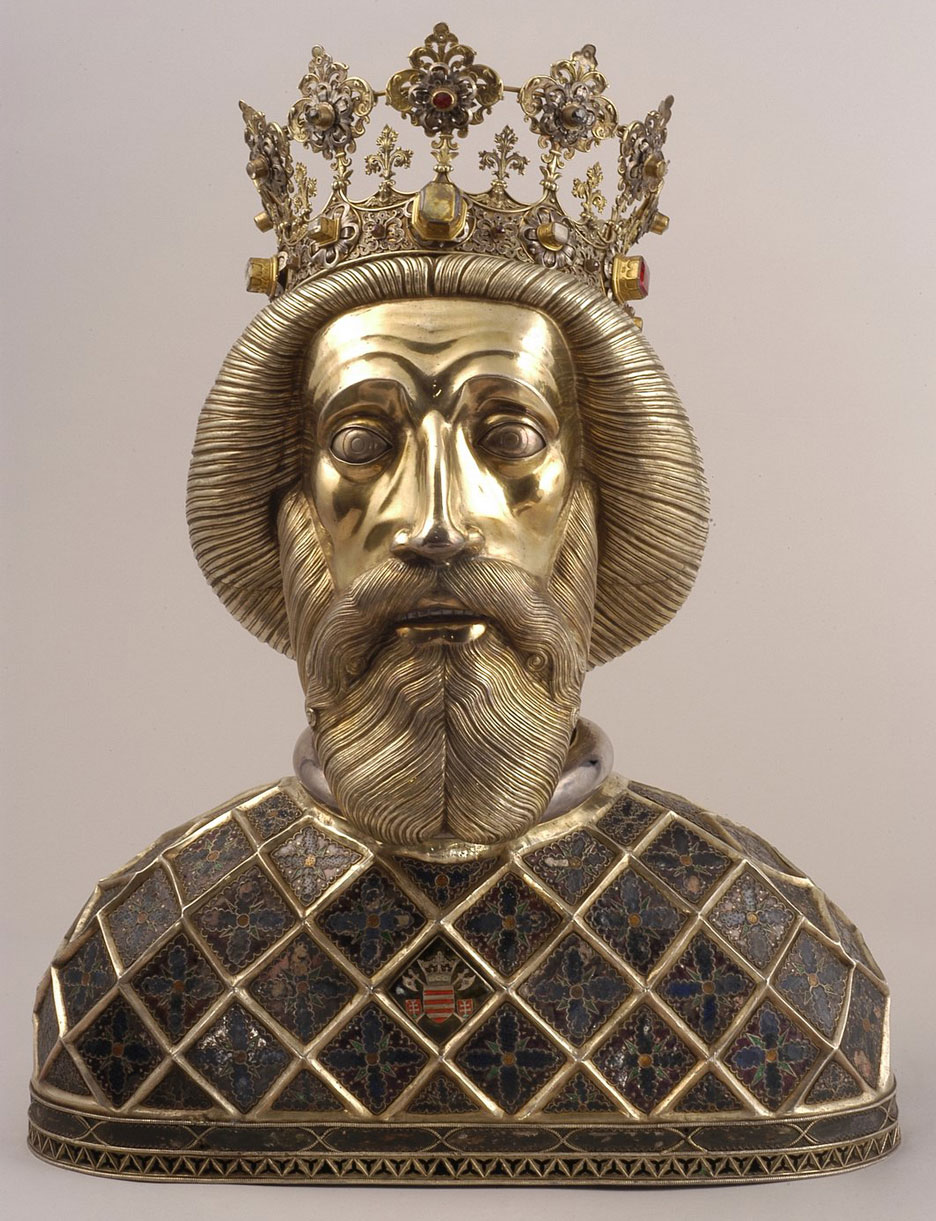
Szent László hermája

Szent László hermája egy fej-ereklyetartó, herma, amely I. László magyar király koponyájának egy darabját tartalmazza és a magyarság, valamint a magyar katolicizmus egyik legfontosabb történelmi ereklyéje.

## Története
Szent László király 1095-ben halt meg, Nagyváradon temették el. 1192-ben III. Celesztin pápa avatta szentté. A szentté avatását követően a sírját felnyitották, testét az őt megillető díszes sírba helyezték, ám fejét egy külön ereklyetartóba tették, hogy vallásos tisztelet tárgyává tegyék. Az eredeti ereklyetartót, mely fából készült, egy tűzvész 1406-ban elpusztította, ám a koponyának szerencsére nem esett baja. A ma látható hermát Zsigmond királysága alatt készítették, a koponyát ezüsttel vonták be, ám a legfelső részét szabadon hagyták, hogy ott megérinthető legyen. Ezt a felül nyitható elkészítés tette lehetővé.
A herma később a Báthory családé, majd 1606-ban – Naprágyi Demeternek köszönhetően – a győri püspökségé lett, mivel őt nevezték ki Győr püspökének. A mellszobrot Prágában restaurálták, amelynek során kicserélték a koronán található igazi drágaköveket. Ez után a török megszállás miatt Borostyánkő várában őrizték, majd 1945 után visszakerült Győrbe. A 15. század végén az állkapcsot elválasztották a koponyától, és azt Bolognában őrzik. A nyakszirtcsontból Zichy Ferenc püspök 1775-ben egy darabot a nagyváradi székesegyháznak adományozott, és azt ott szintén díszes hermában őrzik. A herma 1861-ben új helyet kapott a Hédervári-kápolnában, új oltáron, díszes üveggel borított tartóban helyezték el. Jelenleg a győri bazilikában található.
A herma tiszteletéhez kapcsolódik egy monda is, mely szerint 1762-ben földrengés volt Győrött, és az emberek Szent Lászlóhoz folyamodtak segítségért, hogy mentse meg a várost. Nem is történt nagy kár, ezért Zichy Ferenc püspök elrendelte, hogy minden évben, körmenetben vigyék végig a hermát a városon. Ez a szokás 1950 és 1989 között ugyan szünetelt, de azóta ismét megtörténik ünnepélyes keretek között.
2011-ben a hermát és a benne található koponyaereklyéket természettudományi és műszaki vizsgálatoknak vetették alá.
2021-ben a Győri egyházmegye a Magyarságkutató Intézet rendelkezésére bocsátotta Szent László koponyaereklyéjét. Az intézet szakemberei a helyszínen fog- és sziklacsont- (az emberi fül mögötti páros koponyacsont) porából vettek mintát, amelyből sikeresen nyerték ki a DNS-információt, így az egykor élt egyén teljes örökítőanyaga meghatározásra kerül.